# Islamitische architectuur
De term islamitische architectuur of islamitische bouwkunst wordt gebruikt om de architectuur aan te duiden van gebouwen die een relatie hebben met de islam of die voortkomen uit de islamitische cultuur. Het gaat daarbij zowel om gebouwen met een religieuze functie als met een wereldlijke functie. 
De moskee, het fort, het paleis en de tombe zijn bouwwerken die veel voorkomen in de islamitische architectuur.

## Geschiedenis
Sinds het ontstaan van de islam in de 7e eeuw heeft de islam zich over de hele wereld verspreid. De kern van de islamitische beschaving is het Midden-Oosten, maar het gebied waar islam de belangrijkste religie is, strekt zich uit van Marokko in het westen tot China (Xi'an) en Indonesië in het oosten.
In al die delen van de wereld heeft de islamitische architectuur elementen gecombineerd. Traditionele invloeden op de islamitische architectuur zijn de culturen van het Oude Griekenland, het Byzantijnse Rijk en haar vroegchristelijke bouwkunst, het Perzische Rijk met het zoroastrisme en de culturen van India en China.

## Soorten architectuur
Enkele islamitische architectuur stijlen en hun subcategorieën zijn:
- Omajjadische architectuur
- Abbasidische architectuur
- Fatimidische architectuur
- Ottomaanse architectuur
- Moorse architectuur
  - Marokkaanse architectuur
- Iraanse architectuur
  - Azeri-stijl
  - Seltsjoekse architectuur
  - Timoeridische architectuur
- Indo-Islamitische architectuur
  - Mogol-architectuur
- Mamelukse architectuur
- Sahel-Soedanese architectuur
- Jemenitische architectuur

## Enkele beroemde bouwwerken
| Naam                             | Plaats, land                   | Bouwperiode (huidige bouwwerk) | Beschaving        |
| -------------------------------- | ------------------------------ | ------------------------------ | ----------------- |
| Ka'aba                           | Mekka, Saoedi-Arabië           | pre-islamitisch                | Arabieren         |
| Moskee van de Profeet            | Medina, Saoedi-Arabië          | in fases gebouwd               | Arabieren         |
| Moskee Kairouan (Oqba Ibn Nafi)  | Kairouan, Tunesië              | 670                            | Kalifaat Rashidun |
| Koepel van de Rots               | Jeruzalem                      | 692                            | Omajjaden         |
| Grote moskee van Damascus        | Damascus, Syrië                | 715                            | Omajjaden         |
| Quseir Amra                      | Ten oosten van Amman, Jordanië | 715                            | Omajjaden         |
| Vrijdagmoskee van Isfahan        | Isfahan, Iran                  | in fases gebouwd sinds 771     | Abbasiden         |
| Grote moskee van Samarra         | Samarra, Irak                  | 852                            | Abbasiden         |
| Registan                         | Samarkand, Oezbekistan         | 1417-1420                      | Timoeriden        |
| Al-Azhar Universiteit            | Caïro, Egypte                  | 988                            | Fatimiden         |
| Ben Joesoef Madrassa             | Marrakesh, Marokko             | 1106 - 1142                    | Almoraviden       |
| Alhambra                         | Granada, Spanje                | 1354                           | Almoraviden       |
| Mausoleum van Hodja Ahmed Yasavi | Türkistan, Kazachstan          | 1405                           | Timoeriden        |
| Tombe van Bibi Jawindi           | Uch, Pakistan                  | 1494                           | Onbekend          |
| Sultan Ahmetmoskee               | Istanboel, Turkije             | 1616                           | Ottomanen         |
| Moskee van de sjah               | Isfahan, Iran                  | 1630                           | Safaviden         |
| Taj Mahal                        | Agra, India                    | 1648                           | Mogolrijk         |
| Grote moskee van Djenné          | Djenné, Mali                   | 1907                           | Massinakoninkrijk |

## Afbeeldingen

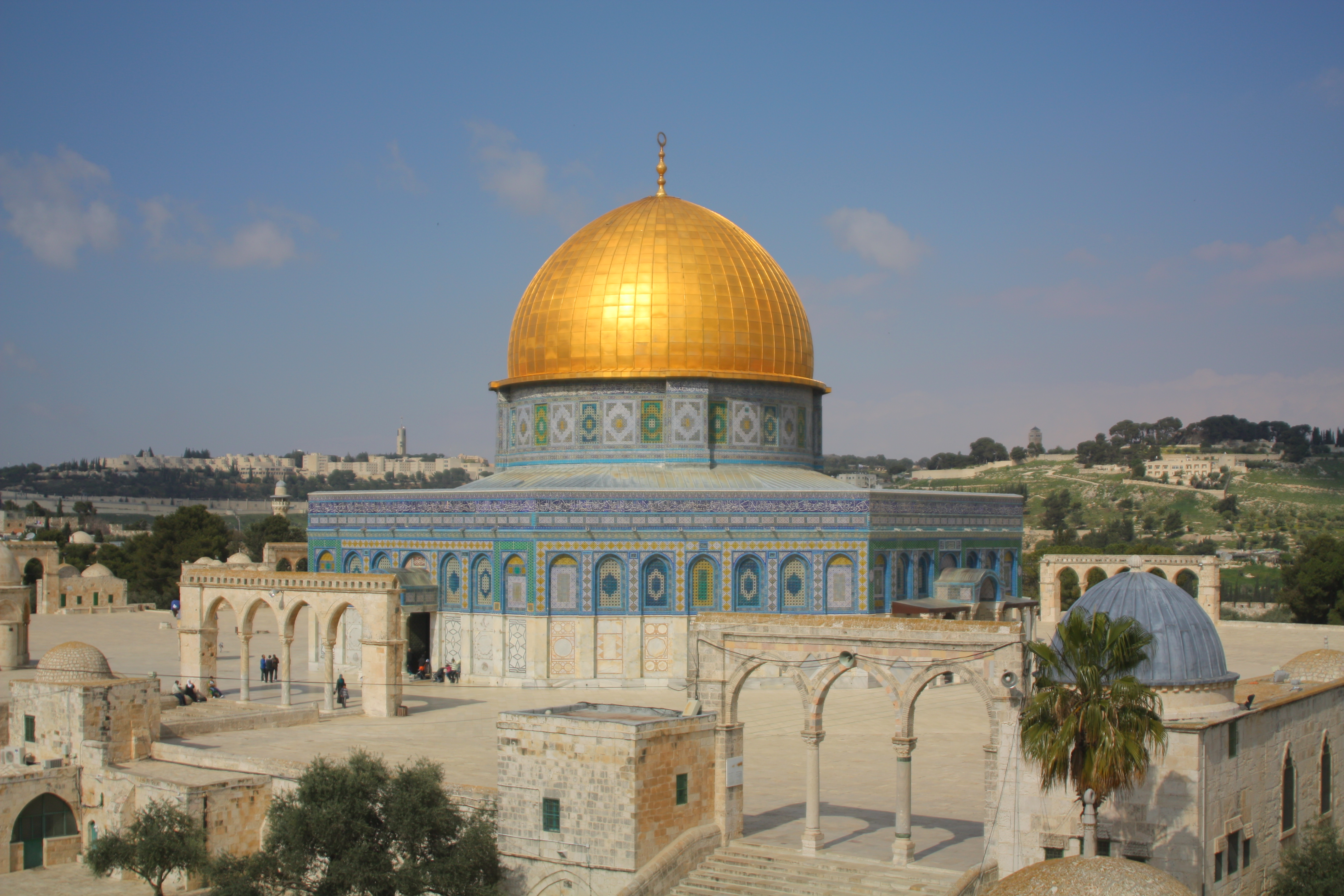
De Rotskoepel in Jeruzalem
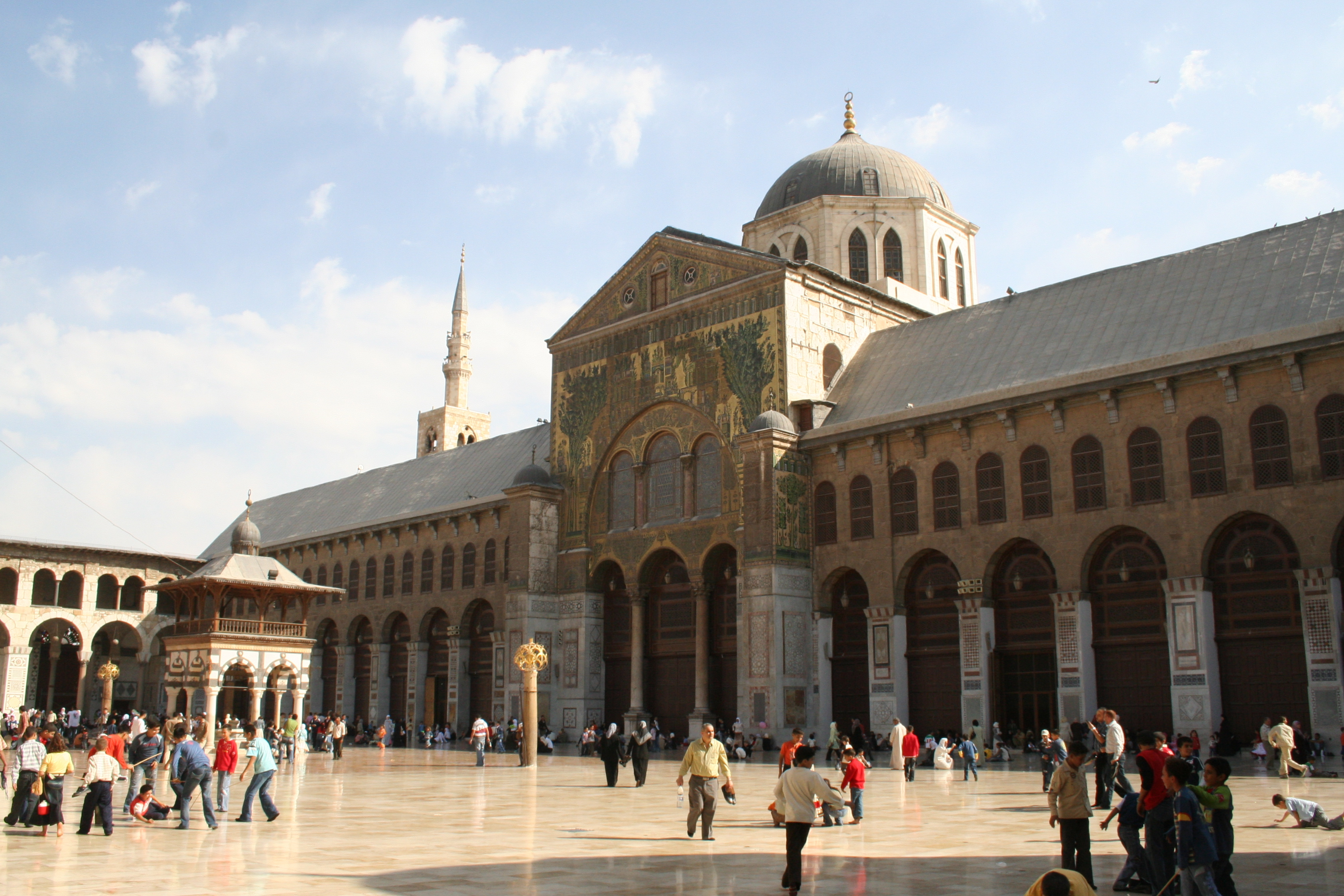
De Omajjadenmoskee in Damascus
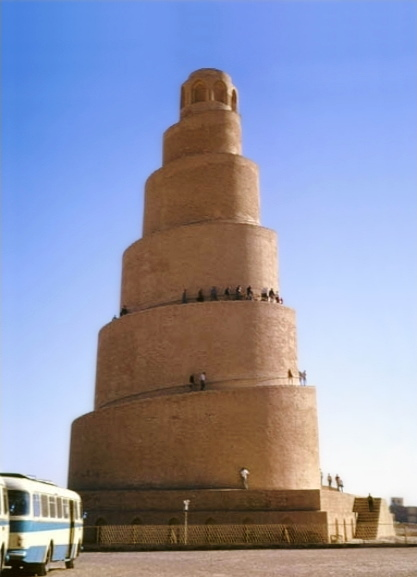
De spiraal van de Grote moskee van Samarra
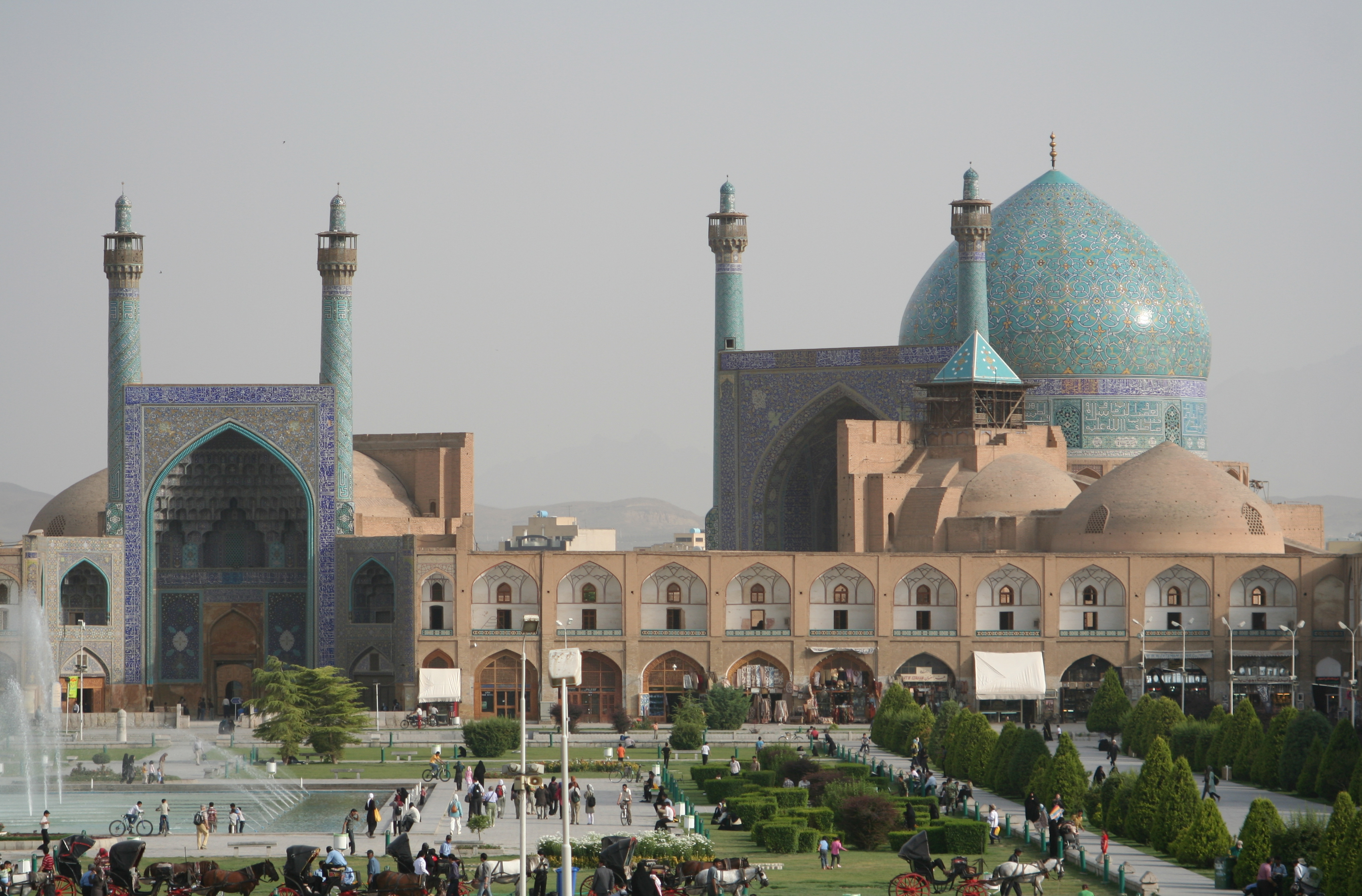
De Koningsmoskee in Isfahan, Iran
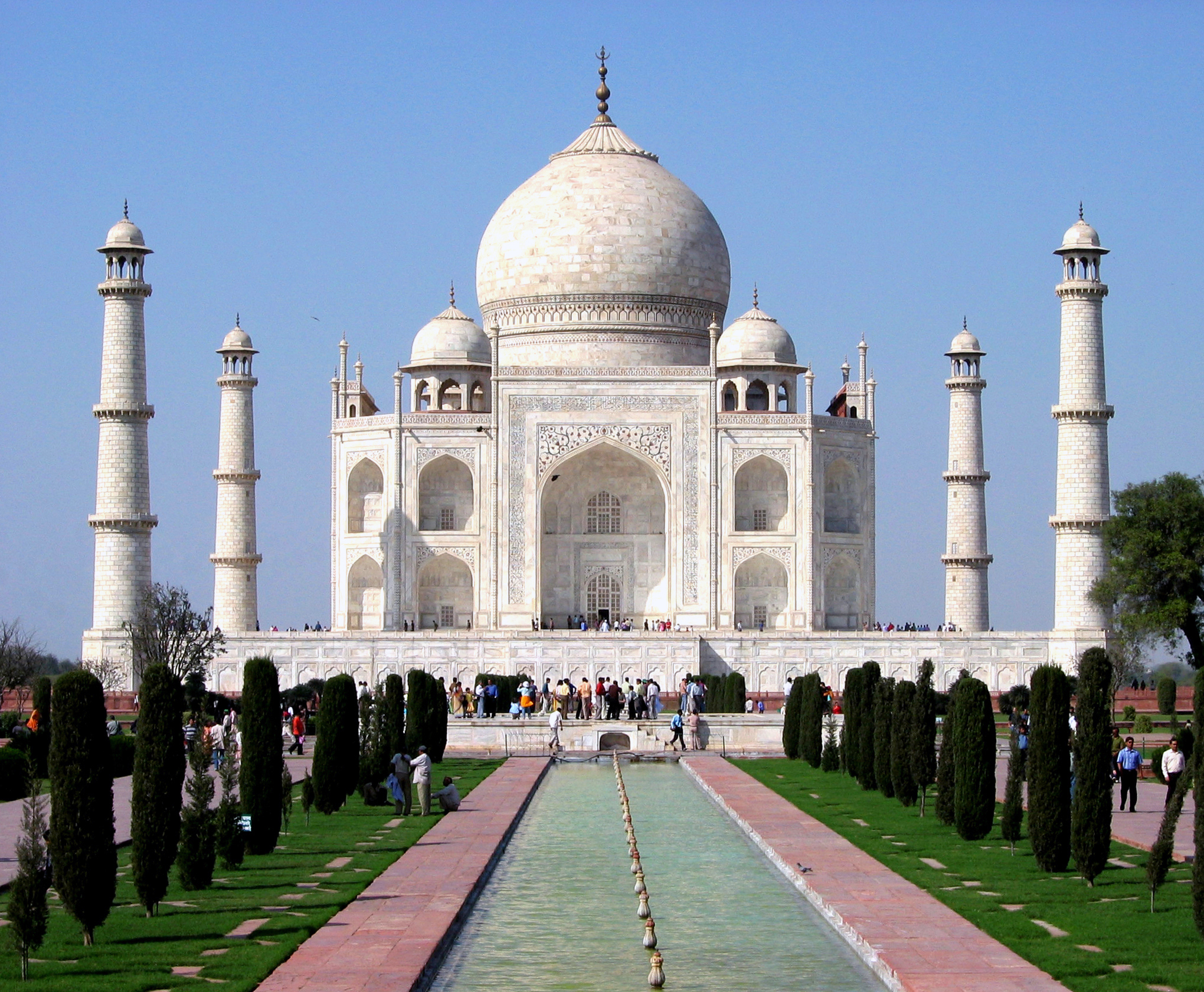
De Taj Mahal in India
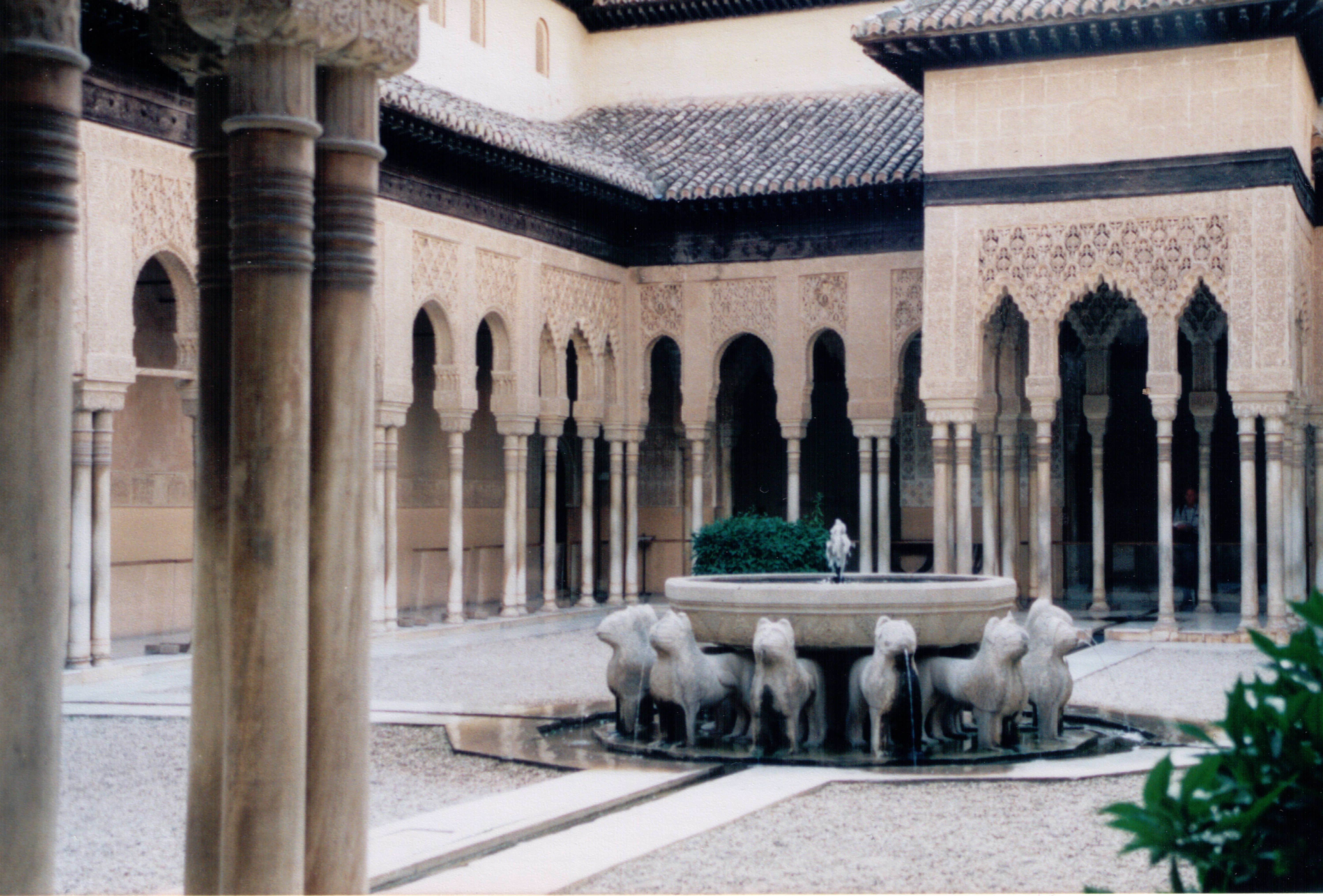
Leeuwenfontein in het Alhambra in Granada, Spanje
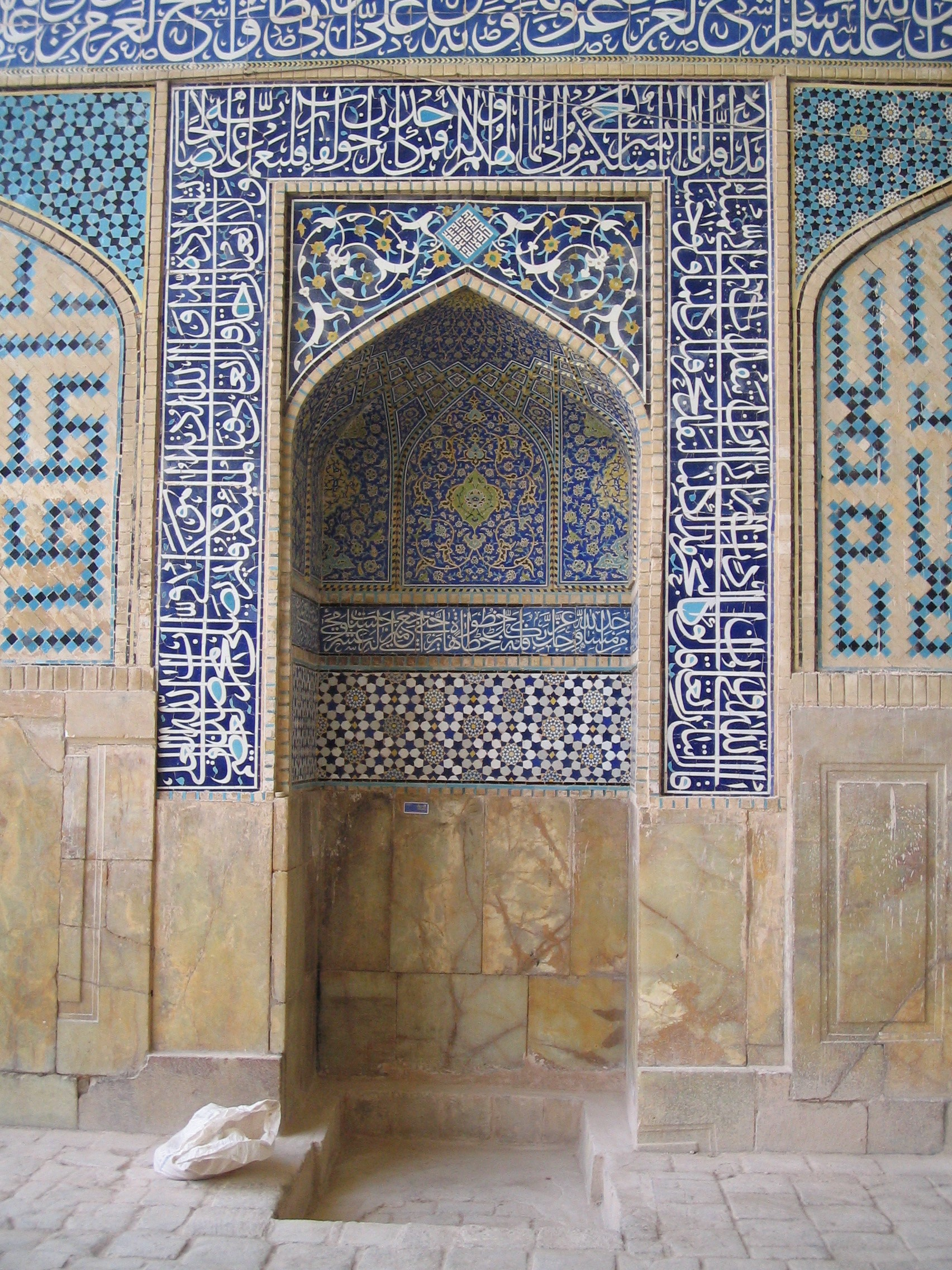
Mihrab in de Vrijdagmoskee van Isfahan, Iran